# Jaroslav Čermák

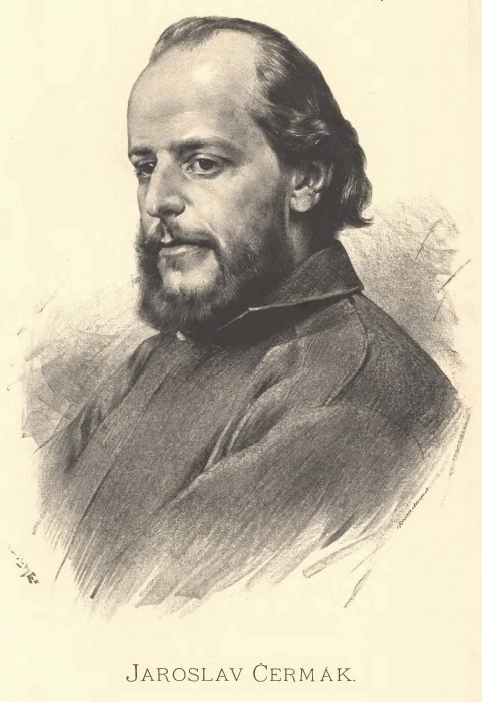
Jaroslav Čermák

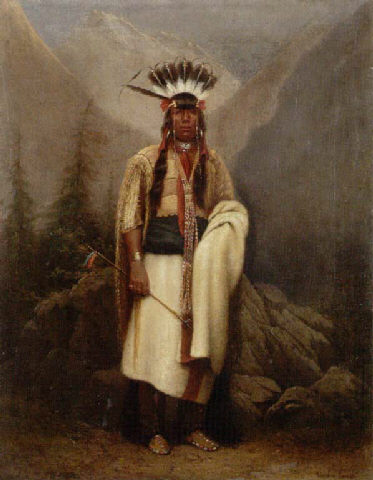
Schwarzfußindianer

Jaroslav Čermák (* 1. August 1830 in Prag; † 23. April 1878 in Paris) war ein tschechischer Maler.

## Leben
Čermák studierte ab 1847 an der Prager Akademie der bildenden Künste bei Christian Ruben, setzte seine Studien 1849 in München und nach einer Reise über Dresden, Berlin und Düsseldorf in Antwerpen bei Gustave Wappers fort. 1850 trat er in die Galerie Gallaitain in Brüssel ein und lebte bis 1857 in Belgien. Danach hielt er sich in Frankreich, an der Riviera und in den Pyrenäen auf. Reisen führten ihn nach Dalmatien und Böhmen, 1865 bis 1867 besuchte er Italien, ehe er 1869 in Roscoff in der Bretagne sesshaft wurde. 1873 bot man Čermák das Amt des Direktors der Prager Akademie an. Aus persönlichen Gründen nahm er die Stelle nicht an. Er ist begraben auf dem Olšany-Friedhof in Prag.
Er stammte aus der Prager Akademikerfamilie Czermak. Der Psychiater Joseph Czermak und der Physiologe Johann Nepomuk Czermak waren seine Brüder.

## Bedeutung
Obwohl er die meiste Zeit seines Lebens im Ausland verbrachte, verlor er nie den Kontakt zur Heimat. Er gestaltete in seinen Bildern nationale und historische Themen aus der böhmischen Geschichte, vor allem aus der Zeit der Hussiten. Ebenso stellte er die Kämpfe der Südslawen in Montenegro gegen die Türken dar. Neben Historien- und Genrebildern malte Čermák auch Stillleben und Porträts.
Stilistisch zeugen seine Bilder von einer akademischen Auffassung und sind von romantischem Pathos getragen.

## Werke
- Fischer mit einem Knaben, Öl auf Leinwand, 62,5 × 47,5 cm (Prag, Nationalgalerie, Inv. Nr. O 10255), 1857.
- Montenegrinische Madonna, Öl auf Leinwand, 122 × 89 cm (Prag, Nationalgalerie, Inv. Nr. O 1830), um 1865.
- Montenegrinerin, Öl auf Holz, 35 × 25,5 cm (Sammlung Kooperativa, Wiener Städtische Versicherung), um 1865.